# Video Boy
Video Boy (ビデオ ボーイ?, Bideo Bōi) è una rivista erotica giapponese rivolta al pubblico maschile, fondata il 27 marzo del 1984. È stata definita "probabilmente il magazine di AV idol più popolare in Giappone" e descritta da Peter Payne, titolare di J-List come un "magazine eccellente... Per aggiornarsi... Sulle AV stars". La rivista è specializzata in foto di nudo di AV idol popolari in Giappone.
Il magazine ha anche un proprio sito web, che offre download di video e un catalogo dei profili delle attrici AV.

## Storia editoriale
Video Boy e la sua pubblicazione sorella Bejean vennero inizialmente pubblicate da Eichi Publishing (英知出版, Eichi Shuppan). L'11 aprile 2004, la compagnia ha tenuto una celebrazione per il ventesimo anniversario della rivista, in una location nel distretto di Shinjuku, a Tokyo. La presentatrice dell'evento è stata l'attrice AV Mariko Kawana, e tra le ospiti ci sono state le AV idol Sora Aoi e Akiho Yoshizawa.
A causa del calo dei ricavi, Eichi Publishing e la sua società madre hanno chiuso le operazioni alla fine del marzo del 2007, dichiarando bancarotta con debiti per 2,32 miliardi di yen (circa 20 milioni di dollari). La pubblicazione di Video Boy, Bejean e altre riviste mensili si sono spostate nel maggio del 2006, "sopravvivendo" quindi al collasso di Eichi, e ora sono pubblicate da GOT Corporation (株式会社ジーオーティー, Kabushikigaisha Jīōtī) situata nel distretto di Ebisu, a Tokyo, vicino alla Hokuto Corporation, la più grande compagnia pornografica del Giappone.